# Enrico Gandola
Enrico Gandola (11 de junio de 1967) es un deportista italiano que compitió en remo. Ganó cuatro medallas en el Campeonato Mundial de Remo entre los años 1987 y 1994.

## Palmarés internacional
| Campeonato Mundial | Campeonato Mundial            | Campeonato Mundial | Campeonato Mundial  |
| Año                | Lugar                         | Medalla            | Prueba              |
| ------------------ | ----------------------------- | ------------------ | ------------------- |
| 1987               | Copenhague (Dinamarca)        | Medalla de oro     | Doble scull ligero  |
| 1988               | Milán (Italia)                | Medalla de oro     | Doble scull ligero  |
| 1993               | Račice (República Checa)      | Medalla de plata   | Cuatro scull ligero |
| 1994               | Indianápolis (Estados Unidos) | Medalla de plata   | Cuatro scull ligero |